# Laguna Las Chaquiras
Laguna Las Chaquiras är en sjö i Argentina.   Den ligger i provinsen Neuquén, i den västra delen av landet, 1 200 km väster om huvudstaden Buenos Aires. Laguna Las Chaquiras ligger 1 596 meter över havet. Arean är 0,46 kvadratkilometer. Den sträcker sig 1,0 kilometer i nord-sydlig riktning, och 1,5 kilometer i öst-västlig riktning.
Trakten runt Laguna Las Chaquiras består i huvudsak av gräsmarker. Trakten runt Laguna Las Chaquiras är nära nog obefolkad, med mindre än två invånare per kvadratkilometer.